# 20789 Х'юґрант
20789 Х'юґрант (20789 Hughgrant) — астероїд головного поясу, відкритий 28 вересня 2000 року.
Тіссеранів параметр щодо Юпітера — 3,379.